# Marco (Animorphs)
Marco è un personaggio della serie fantascientifica di libri per ragazzi Animorphs, di K. A. Applegate. Il suo cognome non viene mai menzionato.

## Biografia
Marco è un ragazzo di origini ispaniche (da parte di madre), che vive da solo insieme a suo padre, dato che sua madre è ufficialmente morta per annegamento (molto presto, nella storia, si scoprirà che la sua morte è stata una messa in scena).
Il padre di Marco, Peter, è un uomo di intelligenza straordinaria che lavora nel campo dell'astrofisica. Dopo la presunta morte della moglie cadde in depressione e perse il lavoro come la voglia di vivere, lasciando Marco a occuparsi di lui come un genitore anziché come un figlio. Si riprende nell'episodio Il predatore, quando decide di riprendere il suo vecchio lavoro e ricominciare a vivere. Nello stesso episodio Marco scopre che sua madre non era davvero morta, ma che è in realtà il corpo ospite di Visser I, il più potente nella gerarchia militare degli Yeerk, nonché colui che organizzò l'invasione Yeerk della Terra. È proprio questa scoperta a spronare Marco nella lotta contro gli Yeerk, alla quale fino ad allora aveva sempre partecipato con estrema riluttanza, preoccupato di quello che ne sarebbe stato di suo padre se anche lui fosse morto.
Marco si distingue per le sue grandi capacità di ragionamento che gli permettono di arrivare facilmente, e molto prima degli altri, alla soluzione di eventuali problemi, nonché alla pianificazione di missioni particolarmente complicate. Dopo Jake è probabilmente l'Animorph più indicato a rivestire il ruolo di capo, seppure inferiore all'amico in autorevolezza, e meno capace di lui a prendere decisioni in situazioni estreme, quando non vi è la possibilità di analizzare con calma la situazione. La sua capacità, riconosciutagli da Jake, di "passare da un punto A a un punto B più velocemente di chiunque altro" non vale per i sentimenti delle persone né, generalmente, per ciò che è giusto e ciò che è sbagliato, sui quali Marco riesce tranquillamente a passare sopra per il bene della missione, cosa che lo porta spesso a scontrarsi con Cassie.
Marco è anche il depositario del senso dell'umorismo all'interno del gruppo ed è sempre lui quello che risolleva il morale dei suoi compagni in condizioni di pericolo estremo o in prospettiva di una missione particolarmente dura, seguendo la sua filosofia secondo cui, con un po' di forza di volontà e senso dell'umorismo, si può riuscire a trasformare una tragedia in una commedia.
Dopo la fine della guerra Marco, diventato una celebrità, decide di sfruttare appieno la notorietà ottenuta partecipando a programmi televisivi, rilasciando interviste e diventando il portavoce non ufficiale degli Animorph. Egli abbraccia lo stile di vita da playboy per tanto tempo sognato, ma non esita, alla fine dell'ultimo libro, a unirsi a Jake in una missione potenzialmente suicida per salvare Ax dalla creatura detta "The One". Non verrà mai rivelato se sia sopravvissuto.

## Rapporti con gli altri Animorph
- Jake: Jake e Marco sono descritti come migliori amici dall'infanzia. Nonostante i due manifestino raramente l'affetto che provano l'uno per l'altro in ognuno dei libri da essi narrati i due pongono uno speciale accento sulla lealtà della loro amicizia e il legame che li unisce. Tuttavia, nel corso della serie, la loro amicizia viene messa alla prova varie volte, in particolare nei libri Il Patto e Il Complotto, in cui ognuno dei due mette in discussione la capacità dell'altro di preservare il segreto del gruppo e di affrontare la guerra con lucidità, quando i loro familiari sono presi di mira dagli Yeerk. Marco, comunque, rimarrà legato a Jake fino alla fine della serie, e sarà lui alla fine, a scuoterlo dalla sua depressione.
- Rachel: Rachel e Marco si punzecchiano e litigano molto spesso nel corso della serie. Marco deride spesso l'impulsività e l'aggressività dell'amica, soprannominandola Xena, mentre Rachel trova i modi di Marco irritanti e critica spesso il suo aspetto, deridendolo per la sua bassa statura, per quanto in realtà lo trovi carino. Nonostante le tensioni che di solito si creano tra di loro sono comunque affezionati l'uno all'altra e, quando con gli altri Animorph devono decidere una strategia per una missione, si trovano spesso d'accordo l'uno con l'altra sulla linea da seguire, essendo molto simili in termini di spietatezza.
- Tobias: all'inizio della serie Marco e Tobias provano ognuno una certa antipatia nei confronti dell'altro, avendo caratteri totalmente opposti. Nel corso della serie, comunque, con la maturazione di entrambi i personaggi, i rapporti tra i due migliorano notevolmente, tanto che Marco può permettersi di fare battute sarcastiche sulla condizione di Tobias senza che egli si offenda. Nell'ultima parte della serie Marco interagirà molto più spesso con Tobias e Ax che con Jake.
- Cassie: Marco e Cassie sono generalmente in buoni rapporti, nonostante non abbiano un legame particolarmente stretto. I due ragazzi si trovano spesso in disaccordo quando si tratta di organizzare una missione, in quanto Marco si cura esclusivamente dei pro e dei contro di una particolare strategia, senza curarsi del lato umano, cosa che mal si sposa con i dubbi etici di Cassie. Marco è certamente il più lontano dalla morale di Cassie, che non solo non condivide, ma spesso trova inconcepibile. Nei libri in cui egli è narratore sembra, tuttavia, provare un profondo rispetto nei confronti di Cassie, soprattutto quando la confronta con Rachel.
- Ax: all'inizio Marco è il più ostile degli Animorph nei confronti di Ax, data la sua natura sospettosa; con il procedere della serie, tuttavia, i due Animorph si avvicinano notevolmente l'uno all'altro, soprattutto dopo che Marco sarà costretto a fingersi morto e darsi alla clandestinità, cosa che lo porterà ad andare a trovare molto spesso Ax nella sua radura.

## Metamorfosi di Marco
In ordine di acquisizione:
- Gorilla (Big Jim)[1]
- Falco pescatore[2]
- Pulce[2]
- Lupo[3]
- Trota[3]
- Delfino[4]
- Gabbiano[4]
- Aragosta[5]
- Formica[5]
- Scarafaggio[6]
- Mosca[6]
- Gufo[6]
- Topo[7]
- Termite[8]
- Puzzola[8]
- Setter irlandese[9]
- Ragno lupo[9]
- Pipistrello[9]
- Scimmia ragno (non più utilizzabile)[10]
- Giaguaro (non più utilizzabile)[10]
- Lama[11]
- Cavallo[12]
- Pappagallo[13]
- Pesce martello[13]
- Talpa[14]
- Zanzara[15]
- Leeran[15]
- Tyrannosaurus rex (non più utilizzabile)[16]
- Cobra (Satana)[17]
- Rinoceronte[18]
- Formichiere[19]
- Foca[20]
- Orso polare (Nanook)[20]
- Calamaro gigante[21]
- Scimpanzé[22]
- Anguilla[23]
- Umano #1 (Mr. Grant)[24]
- Capra[24]
- Hork-Bajir[25]
- Cacatua[26]
- Barboncino (Euclide)[26]
- Orca (Swoosh)[27]
- Ghepardo[28]
- Ape[29]
- Castoro[30]
- Pastore tedesco (Champ)[31]
- Anatra selvatica[32]
- Umano #2 (il Governatore)[32]
- Libellula[33]
- Umano #3 (un soldato)[33]